# Марсель-Вердюрон
Марсе́ль-Вердюро́н (фр. Marseille-Verduron) — кантон во Франции, находится в регионе Прованс — Альпы — Лазурный Берег, департамент Буш-дю-Рон. Входит в состав округа Марсель.
Код INSEE кантона — 1339. В кантон Марсель-Вердюрон входит часть коммуны Марсель.
Население кантона на 2008 год составляло 37 572 человека. 

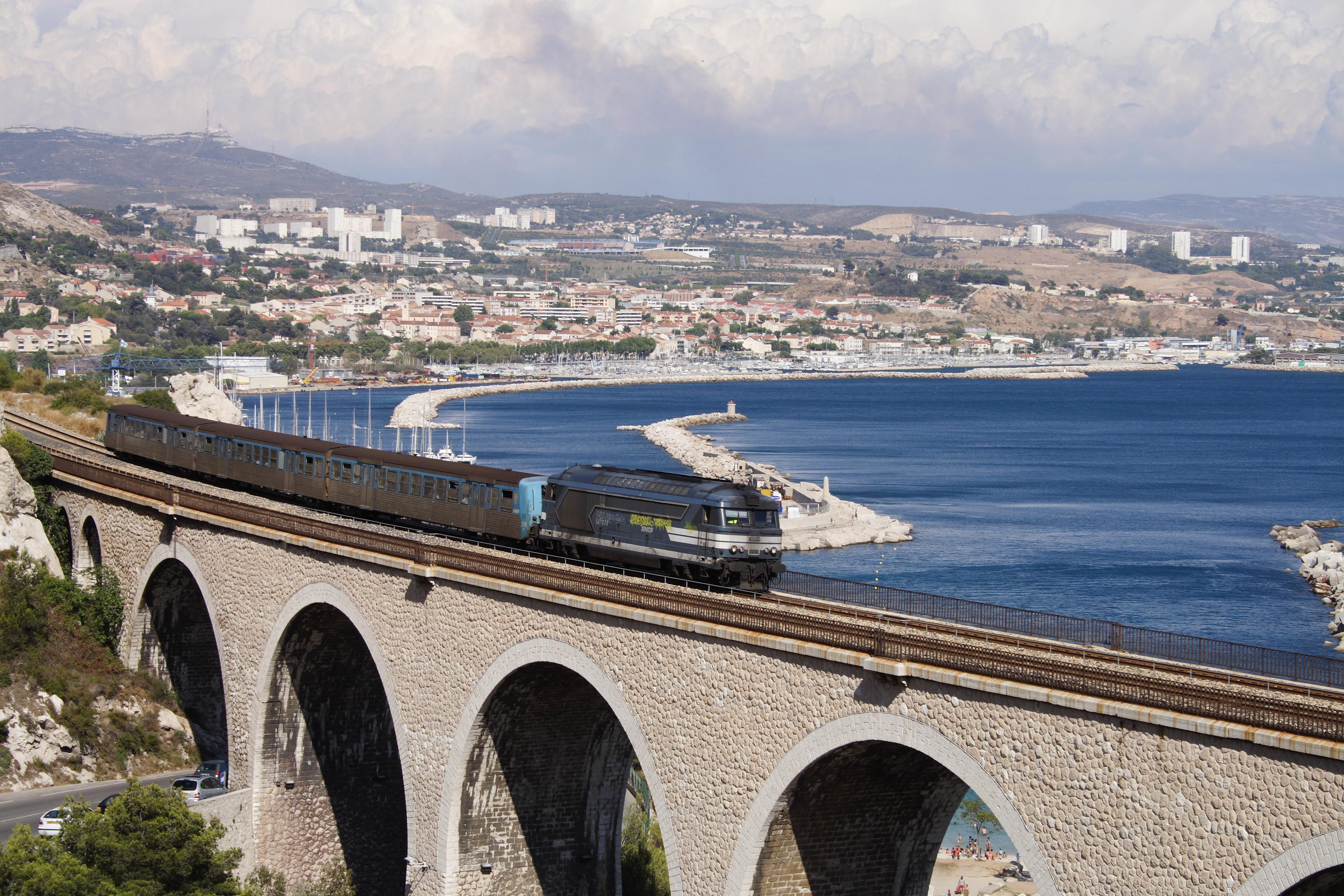